# Monasterio de Monsalud
El monasterio de Santa María de Monsalud fue un antiguo cenobio cisterciense castellano que estuvo activo desde los siglos XII al XIX. Declarado monumento histórico-artístico perteneciente al Tesoro Artístico Nacional por decreto de 3 de junio de 1931. Ha sido declarado bien de interés cultural (BIC).

## Historia
El monasterio de Monsalud fue uno de los más importantes de la Orden del Císter en la Castilla medieval. Otros monasterios cistercienses en la provincia de Guadalajara fueron el de Bonaval y el de Óvila. Se encuentra en la localidad de Córcoles, dentro del término municipal de Sacedón.
El primer monasterio, fundado en 1138, se ubicaba en la orilla derecha del río Tajo, en el término de Auñón, en el lugar llamado de Villafranca, por donde hoy se levanta el Santuario de la Virgen del Madroñal. El rey Alfonso VII de Castilla, según los escritos del padre Cartes, monje e historiador del cenobio en el siglo XVIII, puso la primera piedra. Pero en 1140, la fundación es trasladada al término de Córcoles. El primer documento fiable donde aparece data de 1167 y en él Juan de Treves, canónigo de la catedral de Toledo, arcediano de Huete y personaje próximo al rey, concede al monasterio y a la Orden del Císter la aldea de Córcoles con todas sus tierras. Concesión confirmada en 1169 por el rey Alfonso VIII de Castilla cuando quedan marcados los límites del dominio abacial, que iba desde la orilla derecha del cercano río Guadiela, hasta los términos de Pareja, Sacedón y Alcocer. La casa madre de Monsalud fue el monasterio de Abadía de Escaladieu (Scala Dei), en el Pirineo francés, de donde vinieron su primer abad, Fortún Donato, y otros posteriores. 
La tradición cuenta que Alfonso VIII de Castilla, tras conquistar en 1177 la ciudad de Cuenca, acudió a Monsalud, donde sorprendentemente se repuso de sus dolencias, fatigas y malestar anímico, recuperación que atribuyó a la Virgen y que es considerado el primer milagro de tantos que hubo en este lugar. El monasterio se convirtió en un importante centro de peregrinación debido a la devoción suscitada por la imagen de la Virgen de Monsalud, a la que se consideraba sanadora, entre otros males, de la rabia, las aflicciones y melancolía del corazón, los endemoniados y el mal de ojo. 

Planta general

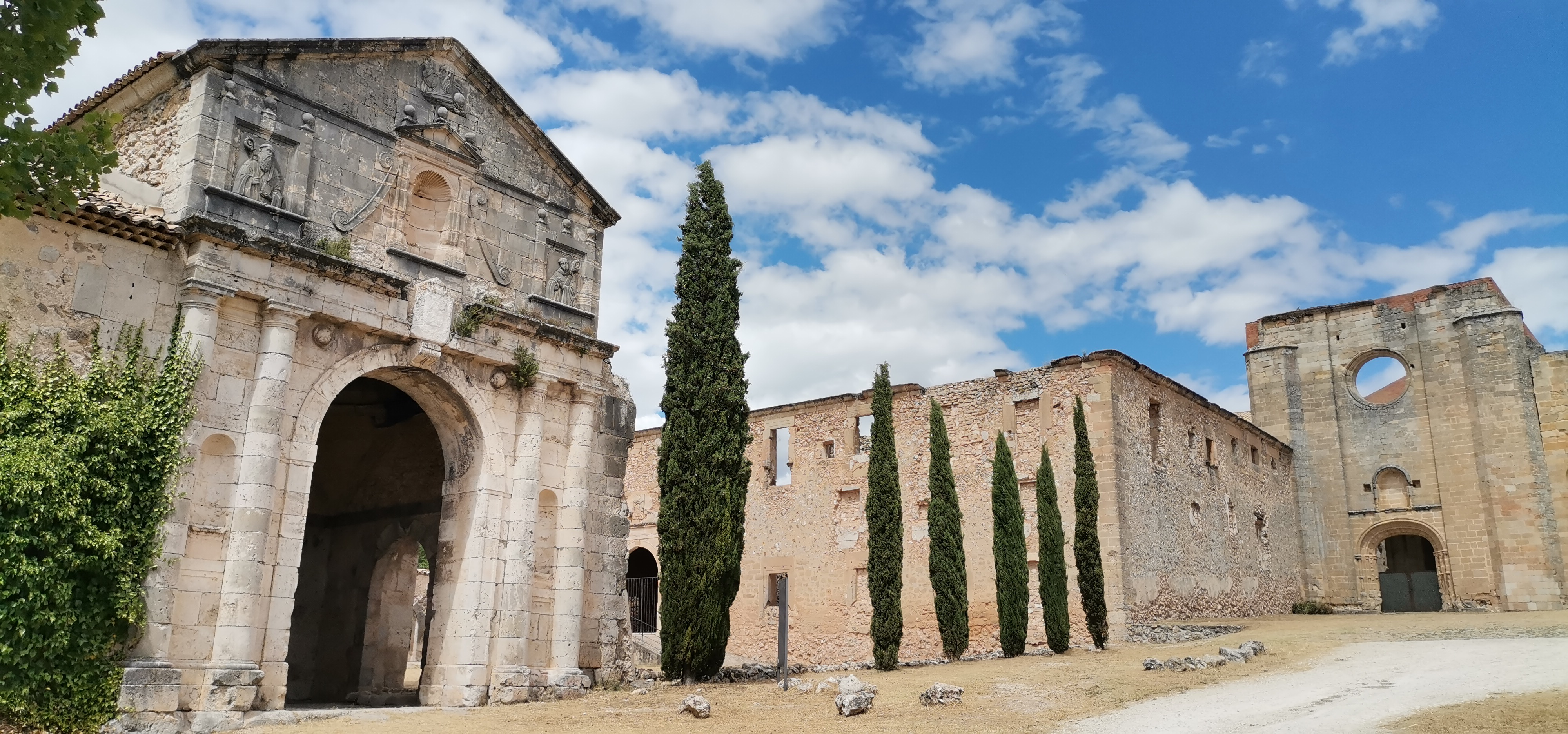
Portería del monasterio, a la izquierda

Entre los siglos XIII y finales del siglo XV, la situación del monasterio fue degradándose hasta llegar a la encomienda del mismo debido a su empobrecimiento, en buena parte por la mala gestión de sus abades. Sin embargo, es en el XVI cuando recobra su viejo esplendor. Acumuló bastantes propiedades en la Alcarria. Su importancia se fue reduciendo en los siglos siglo XVII y siglo XVIII. Finalmente es suprimido y clausurado en 1835, uno más de los conventos y monasterios cerrados por el decreto desamortizador de Mendizábal que terminarían arruinados. El monasterio y sus terrenos cayeron en manos de particulares.
En los años 2015 y 2016 el monasterio fue parcialmente restaurado. En 2023 se ha destinado una nueva partida de 740.000 euros para la consolidación de la estructura, recuperación de los forjados de las bóvedas y mejoras en el claustro y la sala capitular, que permitirán acceder a la planta superior de los mismos.
Actualmente están reguladas las visitas guiadas. Además, sus dependencias se usan ocasionalmente para exposiciones temporales sobre temas diversos.

### Abades

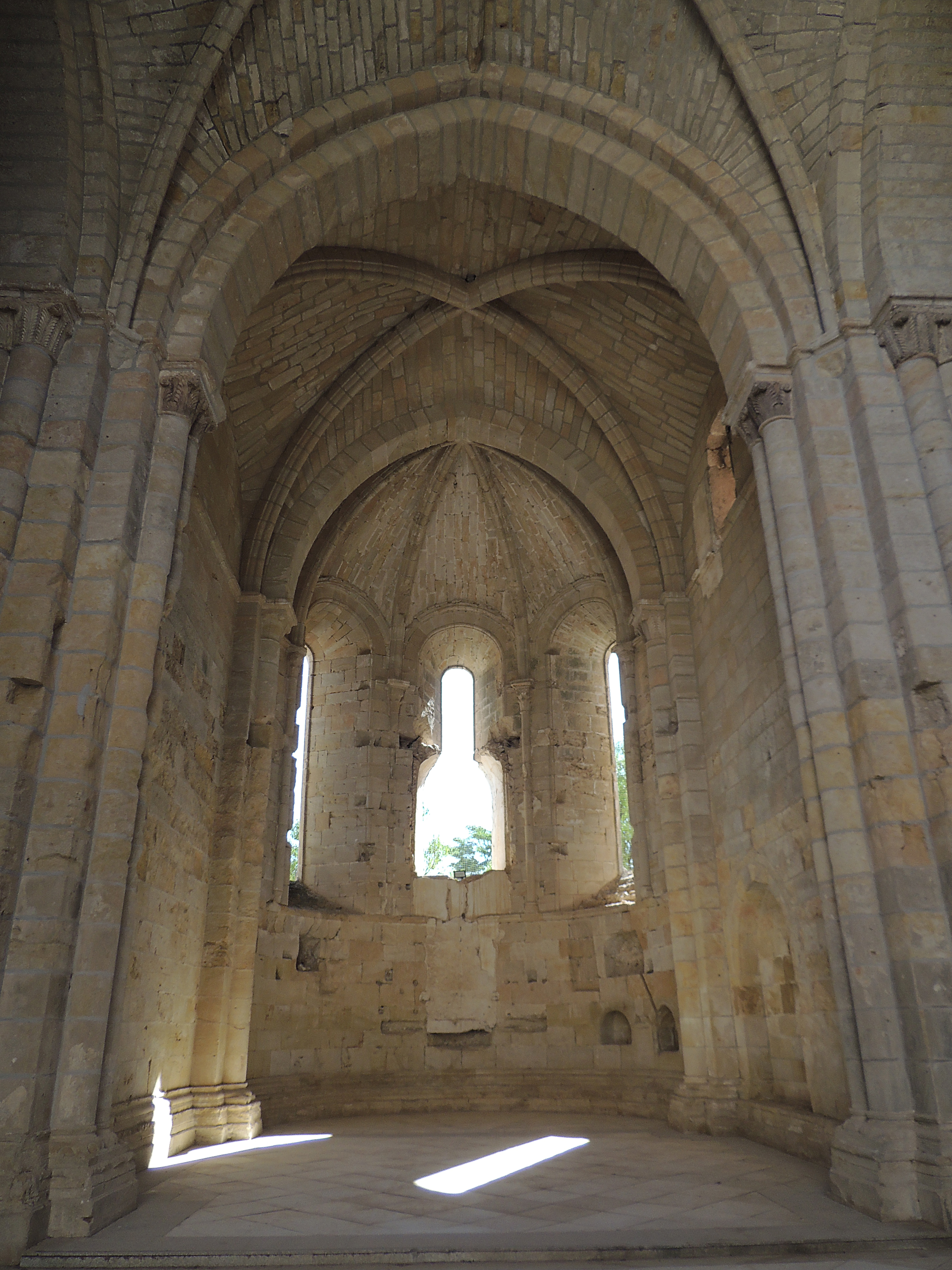
Altar mayor

- Fortún Donato, primer abad procedente de la casa madre de Monsalud fue el monasterio de Abadía de Escaladieu (Scala Dei), en el Pirineo francés. Donato pudiera haber sido discípulo de Bernardo de Claraval.
- Don Raymundo.
- Don Bueno Emeylino, este y los anteriores probablemente franceses.
- Don Arnaldo de Pomares, abad a mediados del XIV.
- Otros abades: Nicolás, Pedro, Willielmo, Gaufrido, Eusebio, Hugón Peregrino, Othon, Federico...
- Martín de Medina, ya en el siglo XV, que inicia la serie de abades españoles.
- Esteban de Almoguera (localidad cercana), (1475).
- Gabriel Condulmario, arcediano de Alarcón, nombramiento formal. No pisó Monsalud salvo para cobrar las rentas de 300 escudos. Los siguientes abades solo buscaron su riqueza personal, que provocó la decadencia progresiva del monasterio.
- Fray Luis de Castellón, en 1500 recibió del Papa Alejandro VI la abadía como encomienda. Desde tiempos del abad Condulmario el papado recibía una renta del monasterio y podía nombrar al abad.
- Fray Bernardo de Alcocer, fue el último abad perpetuo (fallecido en 1527), bachiller en Teología y monje de la casa, que cedió a su pueblo, Alcocer, las propiedades monásticas de Valjuncoso, Montelaosa y Montellano, por 150 maravedises al año. Fue entonces cuando le llegó la hora de la Reforma a Monsalud para amoldarse a las normas dictadas por el cardenal Cisneros que ya habían afectado a otros monasterios de la Orden.
- Fray Ignacio de Collantes, abad de Huerta, y fray Cristóbal Orozco, abad de Ovila: fueron impuestos abades por la fuerza desde el 5 de enero de 1538, en nombre de fray Ambrosio de Guevara,[5] General Reformador del Císter en España, con la ayuda del corregidor de Cuenca. Obligaron al monasterio a entrar en la Observancia de Castilla a pesar de la oposición inicial de los monjes residentes dados a la vida disipada. La administración del monasterio quedó en manos de Cristóbal de Cueto, vecino de Córcoles. En marzo de 1539 pasó a administrarlo Juan de Salvatierra.
- Fray Rafael Guerra, nombrado en enero de 1540 abad-presidente.
- Fray Bernardo Barrantes, desde 1540. Guerra y Barrantes construyeron el Coro alto, adquieren el órgano, ornamentos y otros objetos de culto divino, porque todo se había perdido por la dejadez de los Claustrales. Barrantes fue nombrado en 1546 abad de Santa María de Huerta.
- Fray Sebastián Barrantes,[6] hermano de fray Bernardo (originarios de Galicia), siguió con la restauración del convento, y en solo siete años de gobierno terminaron con las deudas y mejoraron las rentas, recuperando también todo lo relacionado con la grandiosidad del culto como en los orígenes de la fundación. Por la Bula del papa Julio III de 1549 Monsalud quedaba integrado en la Congregación de Castilla.[7] De entonces es el escudo en piedra que adorna la puerta occidental de acceso al monasterio.
- Fray Alonso de Granada: elegido primer abad trienal (1550). En la segunda mitad del XVI se realizan la mayor parte de las grandes obras del cenobio que lo convirtieron en meta de peregrinación.
- Fray Bernabé de Benavides,[8] que llegó a General de la Orden en 1596
- Fray Ambrosio López,[9] que llegó a General de la Orden en 1599.

## El monasterio
Los elementos más importantes son la Iglesia y el Claustro, que presentan cronológicamente dos etapas constructivas: la obra medieval que data de fines del siglo XII y abarca sobre todo el siglo XIII, y la obra renacentista del siglo XVI que acoge elementos góticos especialmente en la cubierta. La iglesia presenta una planta compuesta por cabecera triple, crucero y tres naves. Responde claramente a un tipo románico.
- Una amplia cerca de piedra, con algunos garitones esquineros, circuye el recinto monasterial y su huerta.

- En su entrada, el primer edificio es la portería, gran capilla del siglo XVII rematada con un frontis en el que aparecen a los lados de una hornacina vacía, las tallas en piedra caliza de San Benito y San Bernardo. Todo ello rematado en lo alto con un frontón triangular que contiene una talla de Dios Padre.

- El acceso actual al templo se efectúa por el pórtico oeste. Al contrario de lo usual en los monasterios medievales, La iglesia se sitúa al sur del claustro. Presenta un aspecto de arquitectura románica de transición, según la estética del Císter. Construida a finales del siglo XII o comienzos del XIII. Planta de tres naves, la central más elevada, con dos tramos cada una, reforzados por contrafuertes exteriores y gruesas columnas, y crucero, rematando en la cabecera con tres ábsides, como suele ocurrir con los templos monasteriales masculinos, para que al menos tres monjes pudieran celebrar la misa simultáneamente. Los muros de fuerte sillería de caliza buena; pilastras sobre las que apoyan las bóvedas de crucería; crucero cubierto de bóvedas de crucería; y ábsides cuya parte anterior es de planta cuadrada, y la posterior trazado semicircular, con ventanales estrechos y alargados. Por exterior se aprecia que los ábsides están en dos niveles, más alto el central, apoyados sus tejados en cornisa formada por múltiples modillones de roleos. El paso al presbiterio se efectúa mediante arco apuntado apoyado en columnas adosadas con capiteles del típico estilo cisterciense. En el interior del templo, elevado sobre la nave del evangelio, se sitúa el coro al que se accede mediante una escalera de caracol. Se aprecian cuatro tipo de bóvedas: de cuarto de esfera, que cubre el hemiciclo de los dos ábsides laterales; de cañón apuntado, en los tramos rectos de los anteriores y en los extremos del crucero; de crucería, en las naves; y de nervios, ocho en el tramo central del crucero y cuatro en el hemiciclo del ábside central. Para terminar, da la impresión de que la obra de las naves no se concluyó. Pudiera ser que el proyecto inicial comprendiera dos tramos más hacia los pies de la iglesia. Con un total de cuatro tramos en las naves se podía obtener una longitud adecuada a las proporciones del resto del edificio.

- La Sacristía antigua, de planta rectangular situada en el lado norte del transepto.

- Portadas en las fachadas sur y oeste. La portada de poniente de arco carpanel (s XVI) de dos arquivoltas, apoyada en columnas de fuste liso. La portada meridional, está compuesta por cinco arquivoltas de medio punto apoyadas en columnas de fuste liso mediante imposta sin capiteles.

- El Claustro no es el original (románico-gótico) sino una reedificación del siglo XVI que se ajusta al sobrio estilo clásico.

- La gran Sala Capitular, en el lado oriental del claustro. Se accede a la sala a través de un alto arco apuntado escoltado por sendas ventanas también góticas. Contiene los huecos de los enterramientos de dos caballeros de la Orden de Calatrava, don Nuño Pérez de Quiñones o Siones, 4.º Maestre, fallecido en 1212, y don Sancho de Fontova (Comendador de la Orden), de 1263.[10] Espacio de dos naves divididas en tres tramos, por medio de dos columnas centrales. Destacan sus capiteles decorados con temática vegetal. Bóveda de crucería. Pudiera ser obra del siglo XVI, cuando se reconstruyó el claustro.

- Marcas de cantero: En la iglesia Se han identificado 484 signos de 117 tipos diferentes, con predominio de trazos rectos (79.7%), curvos (19.5%) y otros trazos (0.8%), de baja complejidad (1 a 9 trazos) y densidad (6.9%); en las estancias monásticas se han identificado 231 signos de 81 tipos diferentes, con predominio de trazos rectos (72.9%), curvos (23.1%) y otros trazos (4%), de baja complejidad (1 a 9 trazos) y densidad (13,3%) alta. Véase informes y bibliografía.

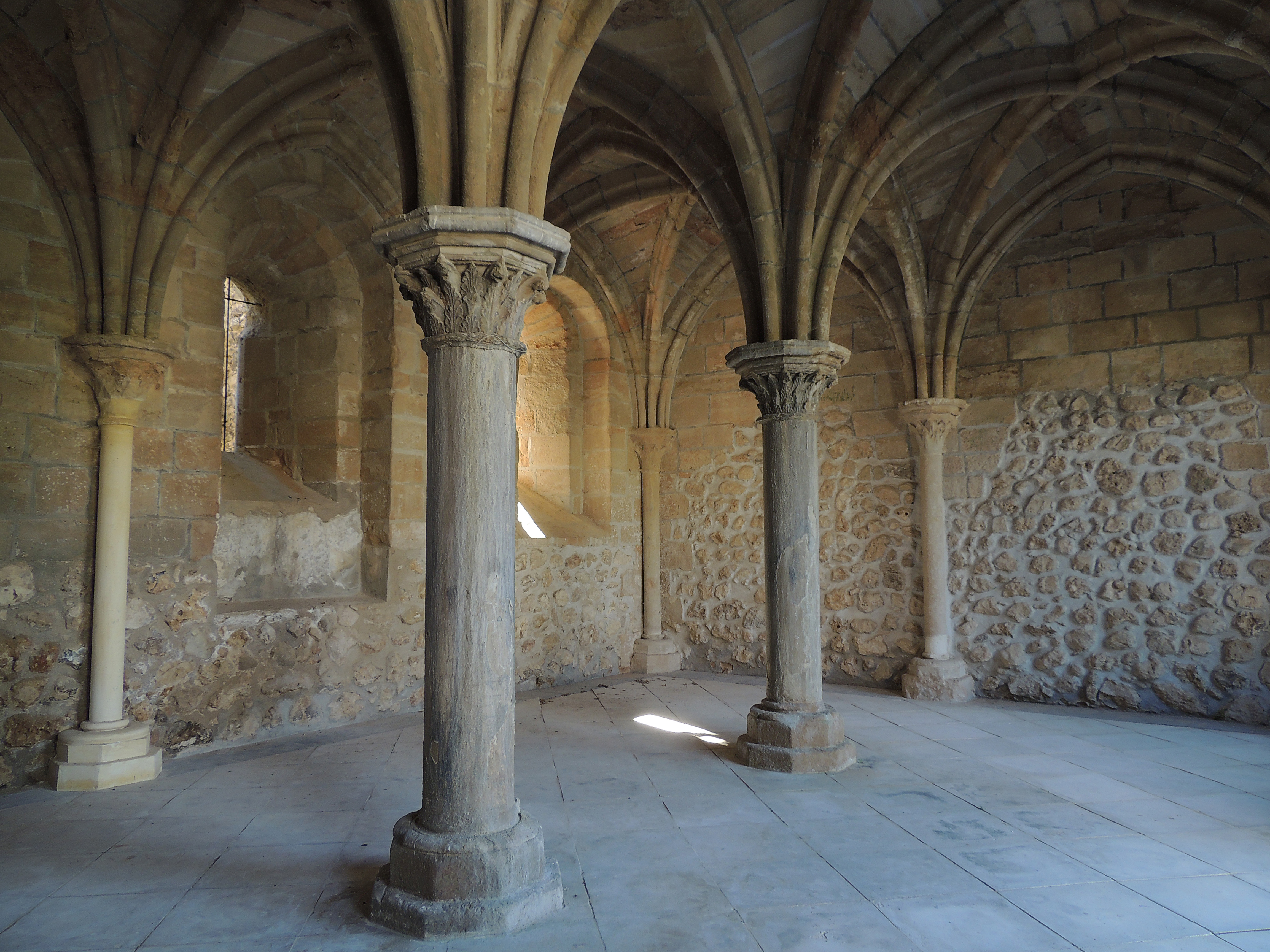
Sala capitular